# Juicio Olivera Róvere
Olivera Róvere y Jefes de Área Capital Federal es un juicio iniciado el 10 de febrero de 2009 en el que se juzgan los delitos cometidos bajo la órbita del I Cuerpo del Ejército en el contexto de los juicios por delitos de lesa humanidad. Los mismos se llevan a cabo en el marco de los Procesos de Memoria, Verdad y Justicia.

## Descripción del juicio
En este juicio se unificaron dos etapas de la causa que investiga los crímenes cometidos bajo la órbita del Primer Cuerpo del Ejército Argentino. 
En la primera etapa se juzgó al Gral. Jorge Carlos Olivera Róvere quien fue jefe de la sub-zona Capital Federal  y en una segunda etapa fueron juzgados cuatro miembros del Ejército que se desempeñaron a su vez como jefes de las distintas áreas en las que se dividía la sub-zona.
Por primera vez desde la reapertura de los procesos, fueron juzgados miembros del Ejército según su responsabilidad de acuerdo a la estructura jerárquica propia de la división territorial que éste dispuso en el territorio argentino durante el terrorismo de Estado:. A esta causa corresponde la Sub-zona Capital Federal del I Cuerpo del Ejército, y tres de sus siete áreas operacionales. Estas fueron:
Área I: Comprende la zona entre el Río de la Plata, la Avenida Independencia, Piedras, Carlos Calvo, Chile, Alberti, Estados Unidos, Boedo, la Avenida Rivadavia, Jean Jaures y la Avenida Córdoba.
Área II: Comprende el territorio entre el Río de la Plata, la Avenida Córdoba, Jean Jaures, la Avenida Rivadavia, la Avenida Dr. Honorio Pueyrredón, la Avenida Juan B. Justo, la Avenida Intendente Bullrich, la Avenida del Libertador y Dorrego.
Área III: Corresponde al sector entre el Río de la Plata, Dorrego, la Avenida del Libertador, la Avenida Dr. Intendente Bullrich, la Avenida Juan B. Justo, la Avenida San Martín, Garmendia, Warnes, la Avenida de los Constituyentes, la Avenida Congreso, la Avenida del Libertador y la Avenida G. Udaondo.
Área IIIA: Sector comprendido entre el Río de la Plata, la Avenida G. Udaondo, la Avenida del Libertador, la Avenida Congreso, la Avenida de los Constituyentes y la Avenida Gral Paz.
Área IV: Comprende la zona entre la Avenida Gral. Paz, la Avenida de los Constituyentes, Warnes, Garmendia, la Avenida San Martín, la Avenida Juan B. Justo, la Avenida Dr. Honorio Pueyrredón, la Avenida Rivadavia, Tonelero y Humaita.
Área V: Abarca el sector entre el Riachuelo, la Avenida Gral. Paz, Humaita, Tonelero, la Avenida Rivadavia, Boedo, Estados Unidos, Alberti, Catamarca y Lima.
Área VI: Corresponde a la zona entre el Río de la Plata, el Riachuelo, Lima, Catamarca, Alberti, Chile, San José, Carlos Calvo, Piedras y la Avenida Independencia.
Existen dos investigaciones que se unen por casos en común, la que involucra 120 privaciones ilegales de la libertad y 4 homicidios que se le imputan al exgeneral Jorge Olivera Róvere, en tanto jefe de la Sub-zona Capital Federal, una de las siete sub-zonas en las que se encontraba dividida la jurisdicción operacional del Cuerpo I del Ejército. La segunda, concentra 154 privaciones ilegales de la libertad - 32 de ellas compartidas por Olivera Róvere - por las cuales se responsabiliza a cuatro miembros del Ejército, exjefes de diferentes áreas en las que se encontraba dividida dicha Sub-zona Capital Federal.
Olivera Róvere fue acusado de los delitos de privación ilegal de la libertad agravada, homicidio agravado por alevosía y tormentos. Los exjefes Felipe Jorge Alespeiti, Humberto José Lobaiza, Bernardo José Menéndez y Teófilo Saa fueron juzgados como autores mediatos de 154 delitos de privación ilegal de la libertad agravada y a Bernardo José Menéndez se le acusaba además de homicidios agravados por alevosía

## Imputados
Llegaron a juicio oral los siguientes implicados:
- Jorge Carlos Olivera Róvere, general de brigada (r), se desempeñó como Segundo comandante del Cuerpo I del Ejército, responsable de la Sub-zona Capital Federal, en el año 1976.

- Felipe Jorge Alespeiti, coronel (r), jefe del Regimiento de Infantería 1 “Patricios”, y como tal, jefe del Área II de la Sub-zona Capital Federal entre el 16 de octubre de 1975 y el 22 de septiembre de 1976.

- Humberto José Lobaiza, coronel (r), fue asimismo jefe del Regimiento “Patricios” y jefe del Área II de la Sub-zona Capital Federal, entre el 6 de diciembre de 1975 y el 30 de noviembre de 1977.

- Teófilo Saa, general de brigada (r), ocupó los mismos cargos que Alespeiti y Lobaiza, pero entre el 5 de diciembre de 1977 y el 18 de diciembre de 1979.

- Bernardo José Menéndez, coronel (r), jefe del Grupo de Artillería de Defensa Aérea 101 y, como tal, jefe del Área V de la Sub-zona Capital Federal entre el 26 de noviembre de 1976 y el 26 de enero de 1979.

Todos los acusados fueron excarcelados, por lo cual llegaron a juicio en libertad. Bernardo Menéndez, fue el único que ejerció su propia defensa.

## Condenas
El 23 de octubre de 2009, el Tribunal Oral Federal 5 dictó las condenas.
- Jorge Olivera Róvere, cadena perpetua.

- Bernardo José Menéndez, cadena perpetua.

- Teófilo Saa, absuelto.

- Humberto Lobaiza, absuelto.

- Felipe Alespeiti, absuelto.

El CELS, querellante en la causa en representación de Carmen Aguiar de Lapacó, apeló la sentencia y el 13 de junio de 2012, la Sala IV de la Cámara Federal de Casación Penal, confirmó las condenas de Olivera Róvere y Menéndez, revocó las absoluciones y condenó a:
- Teófilo Saa, 22 años de prisión.

- Humberto Lobaiza, 25 años de prisión.

- Felipe Alespeiti, 22 años de prisión.